# Alice King Chatham
Alice King Chatham (28/03/1908 a 08/07/1989) foi uma escultora que trabalhou para a Força Aérea dos Estados Unidos, para a NASA se seus contratantes para desenhar capacetes, máscaras de oxigênio e outros equipamentos de proteção individual. Equipamentos que ela desenhou foram usados por humanos e animais de teste.